# メンズサイゾー
メンズサイゾーは、株式会社サイゾーが運営する男性向けアダルトウェブメディアのことである。主に、AV、グラビア、風俗、アダルトグッズなどの情報を扱う。読者投稿による「エロ体験談」コーナーもある。

## 概要
2009年6月開設。AVの作品情報をメインにアイドルや女優などの芸能スキャンダルも報じる。初代編集長は不明だが、2021年現在の二代目はミネオといい、YouTubeの公式チャンネル『メンズサイゾー動画チャンネル』などにも出演している。

## 配信記事
グラビアアイドルやコスプレイヤーを中心とした女性タレントの芸能記事のほか、AVメーカー「プレステージ」、「エスワン」、「アイデアポケット」、「ムーディーズ」などの最新作情報を日々配信。アダルトグッズメーカーとのかかわりも深く、「A-ONE」、「KMプロデュース」、「SSI JAPAN」、「タマトイズ」、「マジックアイズ」などのアイテムのレビュー記事も多数。大人のおもちゃを扱う記事ではAV女優がよく起用されている。AV女優のインタビューはアダルトグッズ関連に限らず、注目の若手などを積極的に起用してチャームポイントや人柄を深掘り。

## 主な連載
所沢ショーイチ（エロ系ライター）による『ネットナンパ』。トコショーの愛称で親しまれる所沢ショーイチが出会い系サイトなどを活用してガチで出会った女の子たちとの逢瀬を綴る。トコショーは「ネットナンパ」という言葉を定着させた元祖ネットナンパ師。
松本雷太（風俗ライター）による『ニッポンの裏風俗』。ベテラン風俗ライターである松本雷太が、日本各地の裏風俗スポットを紹介。隠し撮り系の生々しい写真と軽妙で洒脱な文章が特長。2020年からは近現代の日本の風俗を案内する『ニッポンの風俗史』という連載も開始。そのほか松本雷太は風俗嬢インタビュー『風俗No.1ガール』や東京都内の最新風俗情報を実地調査する『風俗23区』などの連載も担当する。
隔たり（ライター）による『女と男の隔たり』。メンズサイゾーの読者投稿コーナー『エロ体験談』で人気の投稿者であった「隔たり」による性愛コラム。セックスとは何か…について深く考えさせられるコラムになっている。
川田拓也（雑誌編集者）による『ブッ飛び素人モデルFile』。20年に渡ってソフトなエロ本からド変態系のマニア誌まで幅広く携わってきた雑誌編集者である川田拓也が、エロ本づくりの過程で出会った素人女性たちとのハプニング的なエロ事件を振り返る。
生駒明（雑誌編集者）による『フーゾク放浪記』。総合男性風俗誌『俺の旅』の元・編集長である生駒明が、日本全国のフーゾクスポットを紹介する写真コラム。ピンポイントの風俗情報だけでなく、ご当地グルメなども案内。
澁谷果歩（元AV女優）による『処女膜再生プロジェクト』。元AV女優である澁谷果歩が、AV引退を機に始めた脱セックスライフの様子を綴る。現在は連載終了。
しじみ（元AV女優）による『Barしじみ』。しじみが怪しくも楽しい仲間を招いき、その人物を深掘りする対談コーナー。過去の対談相手には、深琴、戸田ゆりあ、亜紗美、星美りか、岩崎真奈、油絵博士、ナマコラブ、倖田李梨、石川優実、木原浩勝などアングラな面々が並ぶ。
美咲かんな（AV女優）による『ふしだらな気持ち』。美咲かんなが綴るAV女優の日常エッセイ。
加美杏奈（AV女優）による『Anna 12colors』。編集部の指定した背景紙のカラーに合わせて、加美杏奈がメイクや衣装を決めて撮影するグラビア連載。全12回の連載企画。2021年1月現在、進行中。
有村のぞみ（AV女優）による『ハレンチのんちゃん』。メンズサイゾーのイメージガールでもある有村のぞみの手作り衣装グラビア。
唯井まひろ（AV女優）による『パンチラ連載』。SODのぶっちぎり美少女AV女優として人気の唯井まひろが、新世代セクシー女優のホンネとパンツをチラリとのぞかせるコラム。
えり女王様（SM嬢）によるオリジナルSMコラム。OLを経験したのち、2014年にいきなりSMの世界に飛び込んだえり女王様によるドM男を開発しまくったドキュメンタリー系コラム。
照沼ファリーザ（AV女優・晶エリー）のフォトエッセイ。現在は連載終了。NGナシのハードなプレイで知られる人気AV女優の晶エリーが「写真家・照沼ファリーザ」として連載を担当。撮影だけでなく自らが被写体となり、美術からデザインまですべてを手がけた。
橋本玉泉（アングラ系ライター）による『日本のアダルトパーソン列伝』。「与謝野鉄幹・晶子夫妻：セックスでも情熱的だった文学者夫婦」「女性運なき俊才画家・竹久夢二」「変態を追究した編集者にしてジャーナリスト・梅原北明」など歴史に埋もれた日本のエロカルチャーを紹介。現在は連載終了。
亦滑訓仁（風俗ライター）による『激アツ風俗嬢ハメ撮りレポート』。昭和気質な風俗ライター・亦滑訓仁による風俗体験記。昔のエロ本を彷彿とさせるリアルな写真と軽口風の文章でまとめられている。亦滑訓仁による風俗コラムはほかにも多数ある。

## イベントなど
2019年10月～2020年1月にかけて動画配信サービス『ゲオTV』と共にAV女優アワード『ヌケるセクシー女優No.1決定戦』を主催。6つ設置された部門に各4名の女優がエントリーされ、各部門のNo.1をゲオTV内の特設サイトで行われたユーザー投票によって決定。総投票数は、195,510票。その後、リアルイベントに集まった最終決戦イベントで最優秀女優が決められた。設置された部門は「キス＆フェラ部門」「騎乗位マスター部門」「エロボディ部門」「淫語スター部門」「昇天クイーン部門」「タイニーガール部門」の6つ。各部門のエントリー女優は、以下のとおり。
「キス＆フェラ部門」小倉由菜・美谷朱里・佐倉絆・紺野ひかる
「騎乗位マスター部門」きみと歩実・羽生ありさ・桐嶋りの・美咲かんな
「エロボディ部門」永瀬みなも・蓮実クレア・三島奈津子・水城奈緒
「淫語スター部門」波多野結衣・川上奈々美・阿部乃みく・AIKA
「昇天クイーン部門」大槻ひびき・唯井まひろ・あべみかこ・大浦真奈美
「タイニーガール部門」倉木しおり・御坂りあ・豊中アリス・今井まい
各部門のナンバーワンは「キス＆フェラ部門」小倉由菜、「騎乗位マスター部門」きみと歩実、「エロボディ部門」永瀬みなも、「淫語スター部門」波多野結衣、「昇天クイーン部門」大槻ひびき、「タイニーガール部門」倉木しおり。この6名が2020年1月10日開催の『ヌケるセクシー女優No.1決定戦』の最終決戦イベントに登壇。イベントの様子はYouTubeメンズサイゾー動画チャンネルで公開中。このイベントに集まった客の投票によって、最優秀女優が決められた。最優秀女優は大槻ひびき。